# Tidsresenärerna (säsong 11–15)

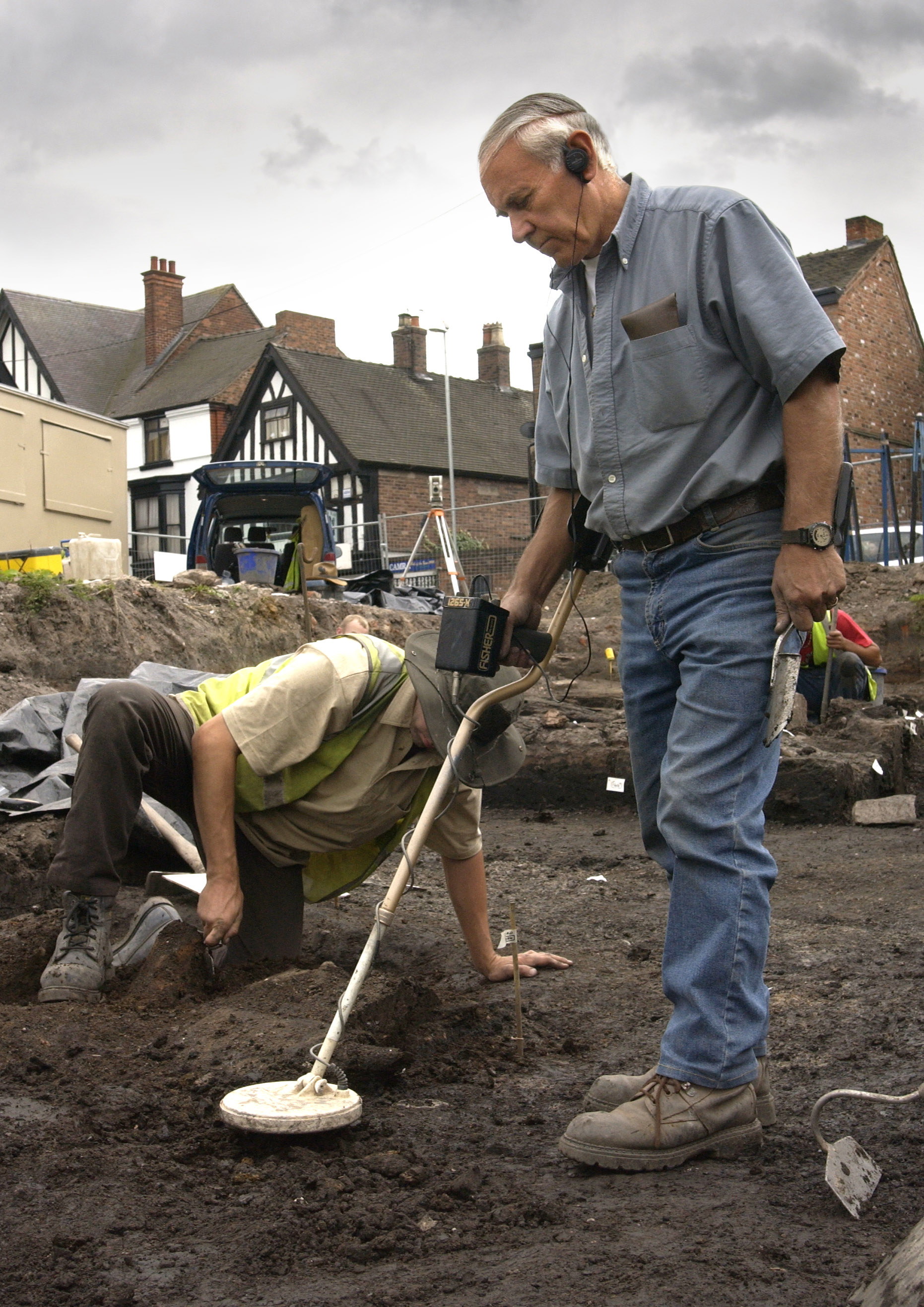
Metalldetektorarbete under en utgrävning 2003.

Tidsresenärerna (säsong 11–15) beskriver fem säsonger i den arkeologiska TV-serien Tidsresenärerna (Time Team). Säsongerna producerades 2003–2007 och sändes ursprungligen på Channel 4 2004–2008.

## Säsonger och avsnitt
Avsnittsnumreringen refererar till sändningsdatum och inkluderar även speciella avsnitt som sänds mellan den reguljära säsongens avsnitt. Specialavsnitten listas i Tidsresenärerna (övriga avsnitt).

### Säsong 11 (2004)

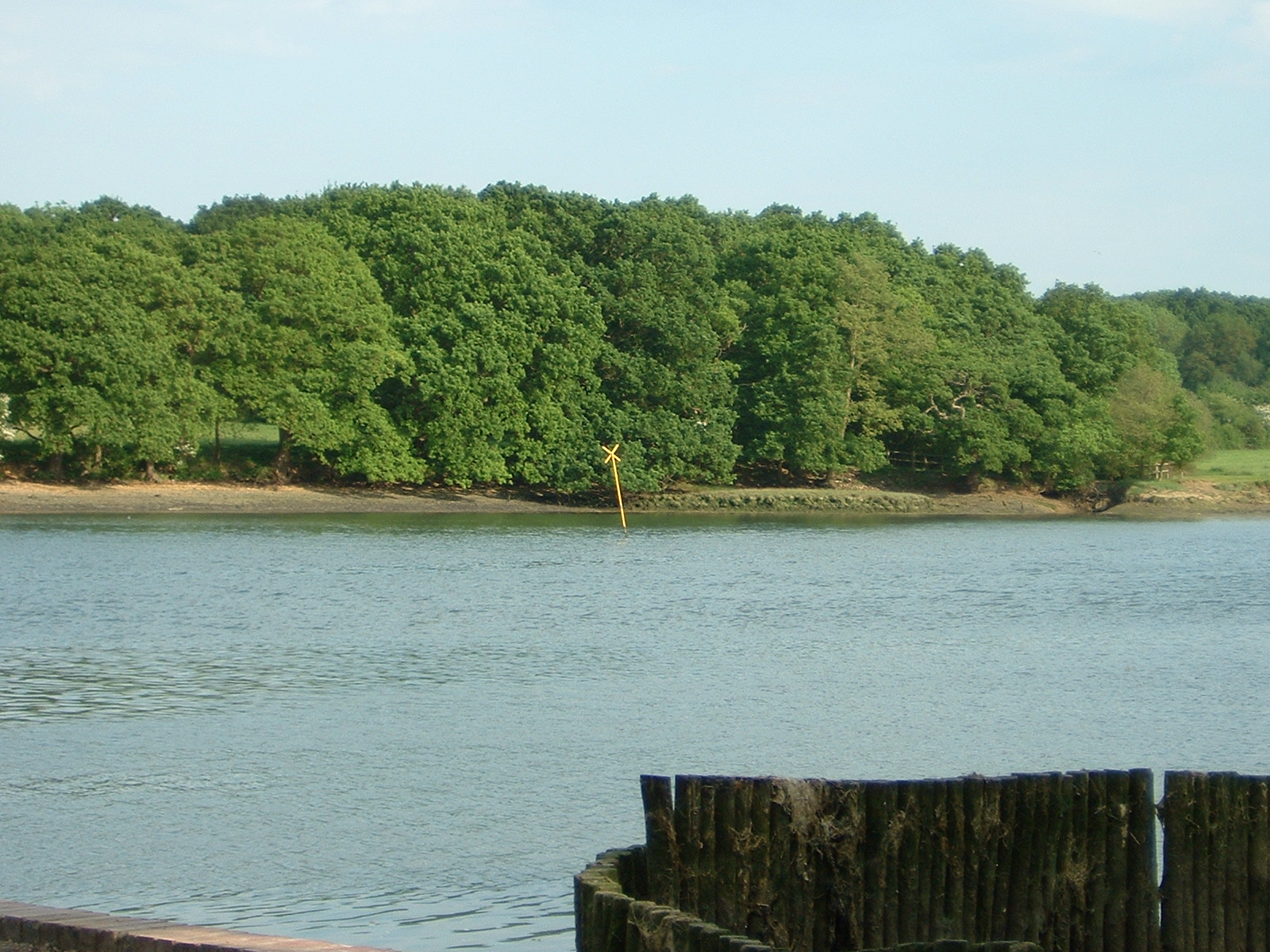
Hamble-floden, där en gul prick märker ut skeppsvraket efter Grace Dieu, den europeiska renässansens kanske största fartyg. Avsnitt 130 visar hur Tidsresenärerna ägnade sig åt undervattensutgrävning på platsen.

| Nummer | Nr/säsong | Originaltitel (översättning)                                                                                    | Plats                            | Koordinater                                   | Originalvisning |
| ------ | --------- | --- | -------------------------------- | --------------------------------------------- | --------------- |
| 108    | 1         | "In Search of the Brigittine Abbey" (På jakt efter birgittinerklostret)                                         | Syon House, London               |                                               | 2004-01-04      |
|        |           | |                                  |                                               |                 |
| 109    | 2         | "A Roman Bath House and Edwardian Folly" (Romerskt badhus och edvardianskt lusthus)                             | Whitestaunton Manor, Somerset    |                                               | 2004-01-11      |
|        |           | |                                  |                                               |                 |
| 110    | 3         | "The Crannog in the Loch" (Boplatsholmen i sjön)                                                                | Loch Migdale, Scottish Highlands |                                               | 2004-01-18      |
|        |           | |                                  |                                               |                 |
| 111    | 4         | "Saxon Burials on the Ridge" (Saxiska begravningar uppe på höjden)                                              | South Carlton, Lincolnshire      |                                               | 2004-01-25      |
|        |           | |                                  |                                               |                 |
| 112    | 5         | "The Roman Fort That Wasn't There" (Det gäckande romerska fortet)                                               | Syndale, Kent                    | 51°18′49″N 0°51′38″Ö / 51.313727°N 0.860548°Ö | 2004-02-01      |
|        |           | |                                  |                                               |                 |
| 113    | 6         | "An Iron-Age Trading Centre" (En järnålders handelsplats)                                                       | Green Island, Dorset             | 50°40′44″N 1°59′27″V / 50.67893°N 1.990799°V  | 2004-02-08      |
|        |           | |                                  |                                               |                 |
| 114    | 7         | "A Medieval Blast Furnace" (En medeltida masugn)                                                                | Oakamoor, Staffordshire          | 52°59′21″N 1°56′23″V / 52.98913°N 1.939713°V  | 2004-02-15      |
|        |           | |                                  |                                               |                 |
| 115    | 8         | "Rescuing a Mesolithic Foreshore" (Hur man räddar en mesolitisk strandremsa)                                    | Goldcliff, Newport               | 51°31′57″N 2°54′14″V / 51.532536°N 2.903950°V | 2004-02-22      |
|        |           | |                                  |                                               |                 |
| 116    | 9         | "Fertile Soils, Rich Archaeology" (Bördiga jordar, rik arkeologi)                                               | Wittenham Clumps, Oxfordshire    | 51°37′40″N 1°10′50″V / 51.627914°N 1.180515°V | 2004-02-29      |
|        |           | |                                  |                                               |                 |
| 117    | 10        | "King Cnut's Manor" (Knut den Stores herrgård)                                                                  | Nassington, Northamptonshire     | 52°33′10″N 0°26′01″V / 52.552655°N 0.433747°V | 2004-03-07      |
|        |           | |                                  |                                               |                 |
| 118    | 11        | "Back-Garden Archaeology Revisiting a Roman villa" (Bakgårdsarkeologi under återbesöket vid en romerska villan) | Ipswich, Suffolk                 | 52°04′35″N 1°07′56″Ö / 52.076522°N 1.132127°Ö | 2004-03-14      |
|        |           | |                                  |                                               |                 |
| 119    | 12        | "The Lost City of Roxburgh" (Den försvunna staden Roxburgh)                                                     | Roxburgh, sydöstra Skottland     | 55°35′51″N 2°26′54″V / 55.597499°N 2.448431°V | 2004-03-21      |
|        |           | |                                  |                                               |                 |
| 121    | 13        | "Brimming with Remains" (Upp till brädden med kvarlevor)                                                        | Cranborne Chase, Dorset          | 50°55′43″N 2°02′21″V / 50.928594°N 2.039061°V | 2004-03-28      |
|        |           | |                                  |                                               |                 |

### Säsong 12 (2005)

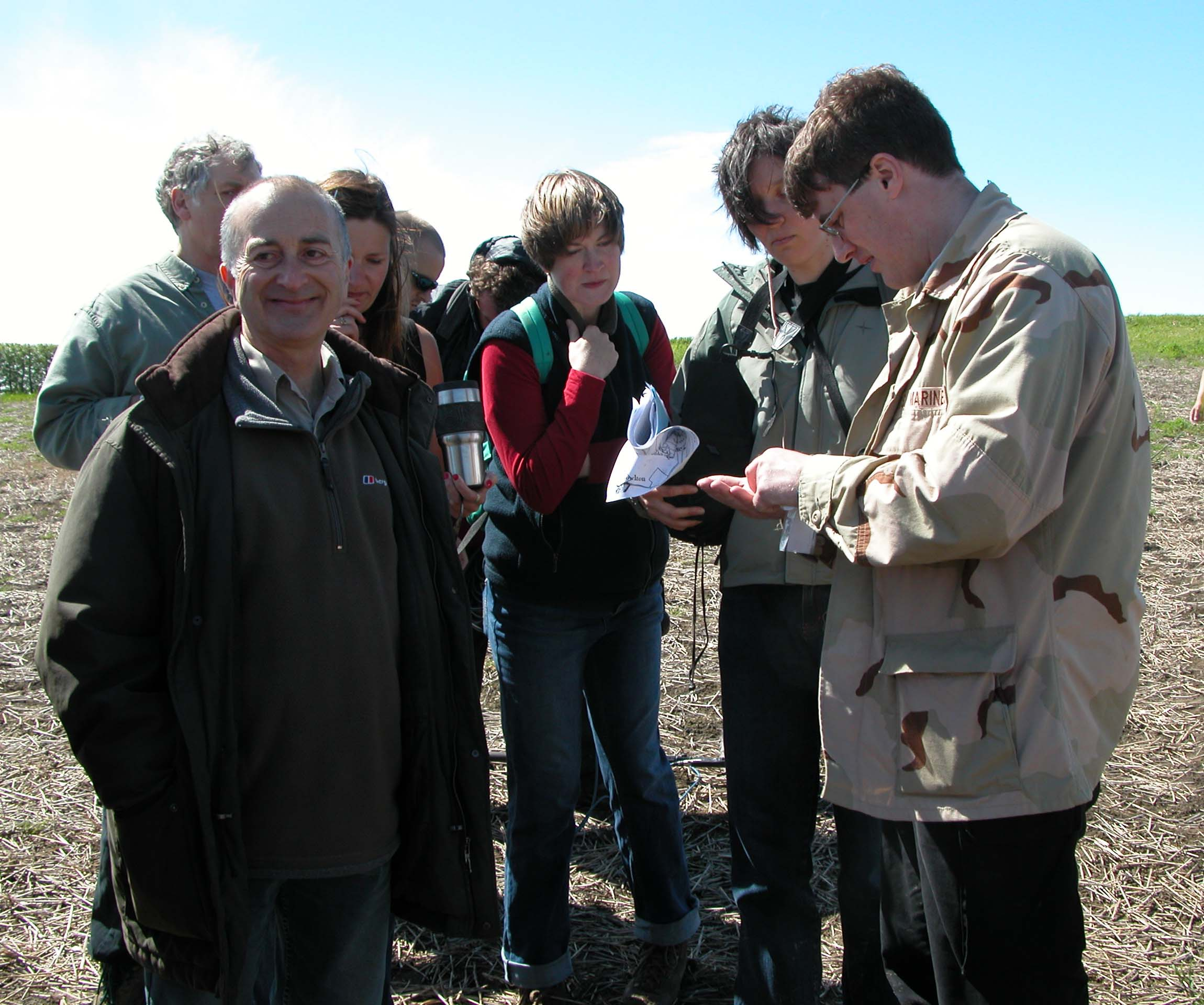
Utgrävning i Kent Finds, maj 2005. På bilden: Tony Robinson, Brigid Gallagher (delvis skymd) och Helen Geake.

| Nummer | Nr/säsong | Originaltitel (översättning)                                                                                                | Plats                                | Koordinater                                   | Originalvisning |
| ------ | --------- | --- | ------------------------------------ | --------------------------------------------- | --------------- |
| 125    | 1         | "The Manor That's Back to Front" (Den bakvända herrgården)                                                                  | Chenies Manor House, Buckinghamshire | 51°40′29″N 0°31′59″V / 51.674775°N 0.533114°V | 2005-01-02      |
|        |           | |                                      |                                               |                 |
| 126    | 2         | "The Monastery and the Mansion" (Klostret och herrgården)                                                                   | Nether Poppleton, Yorkshire          | 53°59′18″N 1°08′56″V / 53.988279°N 1.148894°V | 2005-01-09      |
|        |           | |                                      |                                               |                 |
| 127    | 3         | "The Bombers in the Marsh" (Bombplanen i träsket)                                                                           | Warton, Lancashire                   | 53°44′07″N 2°56′07″V / 53.735285°N 2.935246°V | 2005-01-16      |
|        |           | |                                      |                                               |                 |
| 128    | 4         | "Fighting on the Frontier" (Kamp vid gränsen)                                                                               | Drumlanrig, Dumfries and Galloway    | 55°16′17″N 3°48′27″V / 55.271321°N 3.807620°V | 2005-01-23      |
|        |           | |                                      |                                               |                 |
| 129    | 5         | "A Neolithic Cathedral?" (En neolitisk katedral?)                                                                           | Northborough, Peterborough           | 52°39′43″N 0°17′31″V / 52.662008°N 0.291830°V | 2005-01-30      |
|        |           | |                                      |                                               |                 |
| 130    | 6         | "In Search of Henry V's Flagship, Grace Dieu" (På jakt efter Henrik V:s flaggskepp Grace Dieu)                              | Bursledon, Hampshire                 | 50°53′43″N 1°17′15″V / 50.895397°N 1.287374°V | 2005-02-06      |
|        |           | |                                      |                                               |                 |
| 131    | 7         | "Going Upmarket with the Romans" (Romersk lyx)                                                                              | Standish, Gloucestershire            | 51°46′41″N 2°17′27″V / 51.778168°N 2.290930°V | 2005-02-13      |
|        |           | |                                      |                                               |                 |
| 132    | 8         | "Picts and Hermits: Cave Dwellers of Fife" (Pikter och eremiter: Fifes grottmänniskor)                                      | Wemyss, Fife                         | 56°09′44″N 3°03′28″V / 56.162351°N 3.057839°V | 2005-02-20      |
|        |           | |                                      |                                               |                 |
| 133    | 9         | "Lost Centuries of St Osyth" (S:t Osyths glömda sekler)                                                                     | St Osyth, Essex                      | 51°47′56″N 1°03′47″Ö / 51.798826°N 1.063060°Ö | 2005-02-27      |
|        |           | |                                      |                                               |                 |
| 134    | 10        | "The Puzzle of Picket's Farm" (Pusslet vid Pickets gård)                                                                    | South Perrott, Dorset                | 50°50′42″N 2°45′10″V / 50.844866°N 2.752691°V | 2005-03-06      |
|        |           | |                                      |                                               |                 |
| 135    | 11        | "Norman Neighbours" (Normandiska grannar)                                                                                   | Skipsea, Humberside                  | 53°58′03″N 0°12′49″V / 53.967614°N 0.213551°V | 2005-03-13      |
|        |           | |                                      |                                               |                 |
| 136    | 12        | "Hunting the Romans in South Shields - Tower Blocks and Togas" (På jakt efter romare i South Shields – tornblock och togor) | South Shields, Tyne and Wear         | 55°00′02″N 1°25′58″V / 55.000462°N 1.432911°V | 2005-03-20      |
|        |           | |                                      |                                               |                 |
| 137    | 13        | "Animal Farm" (Djurfarmen)                                                                                                  | Hanslope, Milton Keynes              | 52°07′34″N 0°52′25″V / 52.126082°N 0.873735°V | 2005-03-27      |
|        |           | |                                      |                                               |                 |

### Säsong 13 (2006)
| Nummer | Nr/säsong | Originaltitel (översättning)                                                                                    | Plats                                      | Koordinater                                   | Originalvisning |
| ------ | --------- | --- | ------------------------------------------ | --------------------------------------------- | --------------- |
| 143    | 1         | "The Bodies in the Shed – Glendon's Lost Graveyard" (Kropparna i skjulet – Glendons försvunna begravningsplats) | Glendon, Northamptonshire                  | 52°25′26″N 0°45′28″V / 52.423777°N 0.757779°V | 2006-01-22      |
|        |           | |                                            |                                               |                 |
| 144    | 2         | "Villas out of Molehills" (Villor i mullvadshögarna)                                                            | Withington, Gloucestershire                | 51°49′59″N 1°57′09″V / 51.832918°N 1.952569°V | 2006-01-29      |
|        |           | |                                            |                                               |                 |
| 145    | 3         | "Rubble at the Mill" (Bruk i ruiner)                                                                            | Manchester                                 | 53°29′14″N 2°14′11″V / 53.487311°N 2.236522°V | 2006-02-05      |
|        |           | |                                            |                                               |                 |
| 146    | 4         | "The First Tudor Palace?" (Det första Tudorpalatset?)                                                           | Esher, Surrey                              | 51°22′25″N 0°22′37″V / 51.373740°N 0.376815°V | 2006-02-12      |
|        |           | |                                            |                                               |                 |
| 147    | 5         | "The Boat on the Rhine – A Roman Boat in Utrecht" (Båten på Rhen – En romersk båt i Utrecht)                    | Utrecht, Nederländerna                     | 52°04′49″N 5°01′23″Ö / 52.080317°N 5.023004°Ö | 2006-02-19      |
|        |           | |                                            |                                               |                 |
| 148    | 6         | "Court of the Kentish King" (Vid den kentiske kungens hov)                                                      | Eastry, Kent                               | 51°15′22″N 1°18′46″Ö / 51.256012°N 1.312794°Ö | 2006-02-26      |
|        |           | |                                            |                                               |                 |
| 149    | 7         | "The Monks' Manor" (Munkarnas herrgård)                                                                         | Brimham, Harrogate, Yorkshire              | 54°03′46″N 1°39′46″V / 54.062747°N 1.662743°V | 2006-03-05      |
|        |           | |                                            |                                               |                 |
| 150    | 8         | "Castle in the Round" (Ett rundslott)                                                                           | Queenborough, Kent                         | 51°24′58″N 0°44′55″Ö / 51.416134°N 0.748727°Ö | 2006-03-12      |
|        |           | |                                            |                                               |                 |
| 151    | 9         | "Sussex Ups and Downs" (Sussex backe upp och backe ned)                                                         | Blackpatch, Sussex                         | 50°52′30″N 0°26′36″V / 50.874978°N 0.443323°V | 2006-03-19      |
|        |           | |                                            |                                               |                 |
| 152    | 10        | "Birthplace of the Confessor" (Bekännarens födelseort)                                                          | Islip, Oxfordshire                         | 51°49′30″N 1°13′58″V / 51.825050°N 1.232742°V | 2006-03-26      |
|        |           | |                                            |                                               |                 |
| 153    | 11        | "Early Bath" (Tidiga Bath)                                                                                      | Ffrith, Flintshire                         | 53°05′25″N 3°04′11″V / 53.090283°N 3.069603°V | 2006-04-02      |
|        |           | |                                            |                                               |                 |
| 154    | 12        | "The Taxman's Tavern – A Roman Mansio" (Skattmasens pub – En romersk herrgård)                                  | Alfoldean, Horsham, Sussex                 | 51°05′07″N 0°24′17″V / 51.0852°N 0.4046°V     | 2006-04-09      |
|        |           | |                                            |                                               |                 |
| 155    | 13        | "Scotch Broch"                                                                                                  | Applecross, nära Skye, Skotska högländerna | 55°50′06″N 6°10′16″V / 55.834867°N 6.171225°V | 2006-04-16      |
|        |           | |                                            |                                               |                 |

### Säsong 14 (2007)
| Nummer | Nr/säsong | Originaltitel (översättning)                      | Plats                            | Koordinater                                                                                 | Originalvisning |
| ------ | --------- | ------------------------------------------------- | -------------------------------- | ------------------------------------------------------------------------------------------- | --------------- |
| 158    | 1         | "Finds on the Fairway" (Fynd på golfbanan)        | Isle of Man                      | 54°08′26″N 4°33′08″V / 54.140615°N 4.552331°V                                               | 2007-01-14      |
|        |           |                                                   |                                  |                                                                                             |                 |
| 159    | 2         | "There's No Place Like Rome" (Rom ljuva Rom)      | Blacklands, nära Frome, Somerset | 51°17′07″N 2°20′11″V / 51.285410°N 2.336253°V                                               | 2007-01-21      |
|        |           |                                                   |                                  |                                                                                             |                 |
| 160    | 3         | "School Diggers Medieval" (xxx)                   | Hooke Court, Dorset              | 50°48′03″N 2°39′59″V / 50.800806°N 2.666475°V                                               | 2007-01-28      |
|        |           |                                                   |                                  |                                                                                             |                 |
| 161    | 4         | "The Druids' Last Stand" (Druidernas sista strid) | Amlwch, Anglesey                 | 53°24′20″N 4°23′43″V / 53.405465°N 4.395224°V                                               | 2007-02-04      |
|        |           |                                                   |                                  |                                                                                             |                 |
| 162    | 5         | "Sharpe's Redoubt" (xxx)                          | Sandgate, Kent                   | 51°04′34″N 1°07′48″Ö / 51.076135°N 1.130013°Ö                                               | 2007-02-11      |
|        |           |                                                   |                                  |                                                                                             |                 |
| 163    | 6         | "A Port and Stilton" (Portvin och lite stilton)   | Stilton, Cambridgeshire          | 52°29′38″N 0°16′47″V / 52.493863°N 0.279640°V                                               | 2007-02-18      |
|        |           |                                                   |                                  |                                                                                             |                 |
| 164    | 7         | "A Tale of Two Villages" (Två byar)               | Wicken, Northamptonshire         | 52°02′53″N 0°54′54″V / 52.048170°N 0.914954°V 52°02′48″N 0°55′11″V / 52.046576°N 0.919587°V | 2007-02-25      |
|        |           |                                                   |                                  |                                                                                             |                 |
| 166    | 8         | "No Stone Unturned" (Ingen sten lämnas orörd)     | Warburton, Greater Manchester    | 53°23′48″N 2°26′19″V / 53.396554°N 2.438536°V                                               | 2007-03-04      |
|        |           |                                                   |                                  |                                                                                             |                 |
| 167    | 9         | "The Domesday Mill" (Domedagsbruket/-kvarnen)     | Dotton, Devon                    | 50°41′22″N 3°17′42″V / 50.689403°N 3.295137°V                                               | 2007-03-11      |
|        |           |                                                   |                                  |                                                                                             |                 |
| 168    | 10        | "The Cheyne Gang" (Cheyne-ligan)                  | Chesham Bois, Buckinghamshire    | 51°41′17″N 0°36′02″V / 51.688032°N 0.600434°V                                               | 2007-03-18      |
|        |           |                                                   |                                  |                                                                                             |                 |
| 169    | 11        | "Road to the Relics" (Vägen till relikerna)       | Godstone, Surrey                 | 51°14′24″N 0°04′00″V / 51.240100°N 0.0666°V                                                 | 2007-03-25      |
|        |           |                                                   |                                  |                                                                                             |                 |
| 170    | 12        | "The Abbey Habit" (xxx)                           | Poulton, Cheshire                | 53°07′33″N 2°53′18″V / 53.125909°N 2.888253°V                                               | 2007-04-01      |
|        |           |                                                   |                                  |                                                                                             |                 |
| 171    | 13        | "In the Shadow of the Tor" (xxx)                  | Bodmin Moor, Cornwall            | 50°35′57″N 4°37′30″V / 50.599279°N 4.624914°V                                               | 2007-04-08      |
|        |           |                                                   |                                  |                                                                                             |                 |

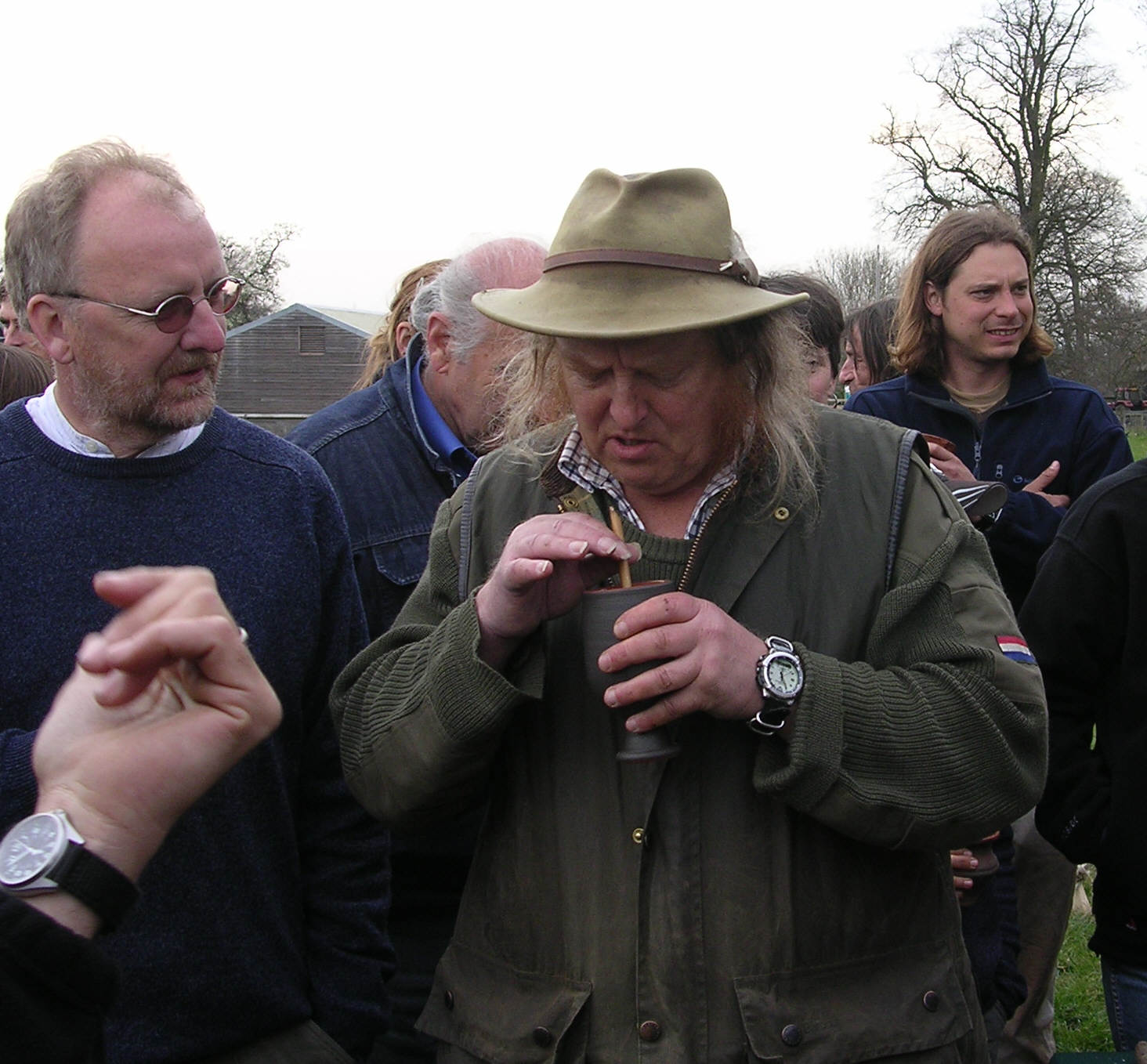
Bild från utgrävning från 2007. På bilden: John Gater, Victor Ambrus (skymd), Phil Harding och Matt Williams.
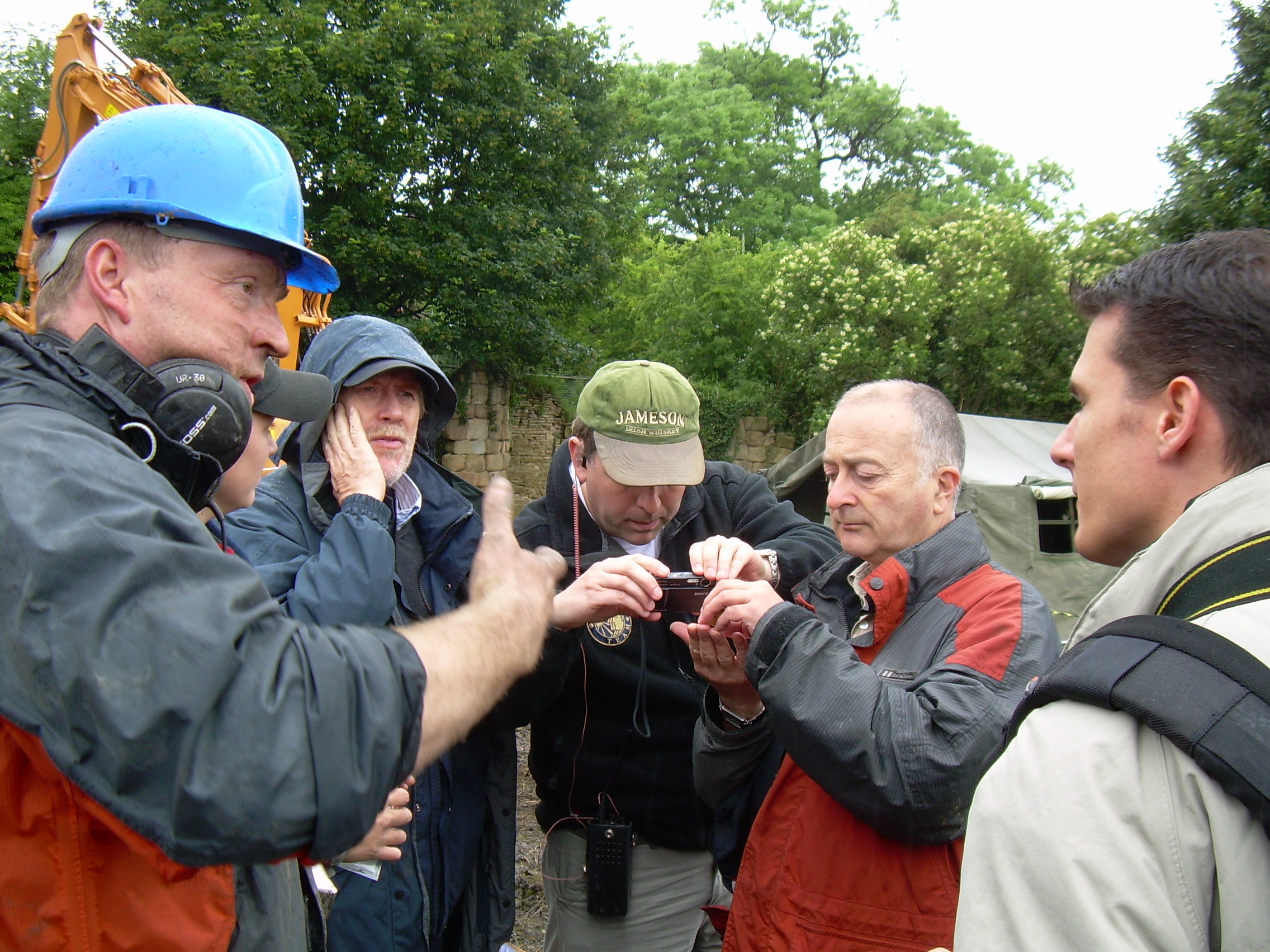
Tony Robinson med flera från Codnor Castle, 2007.
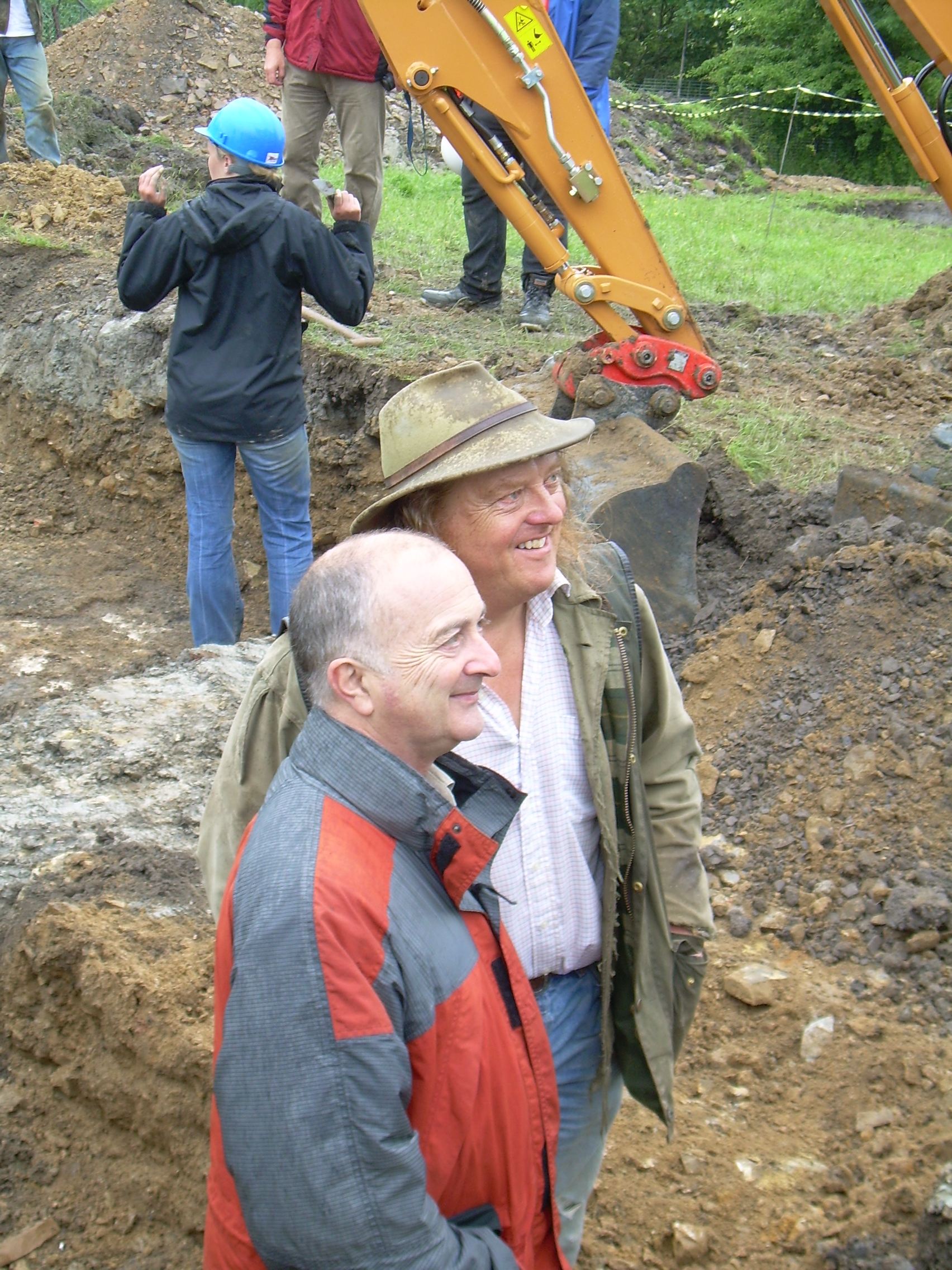
Tony Robinson och Phil Harding under utgrävning vid Codnor Castle, 2007.
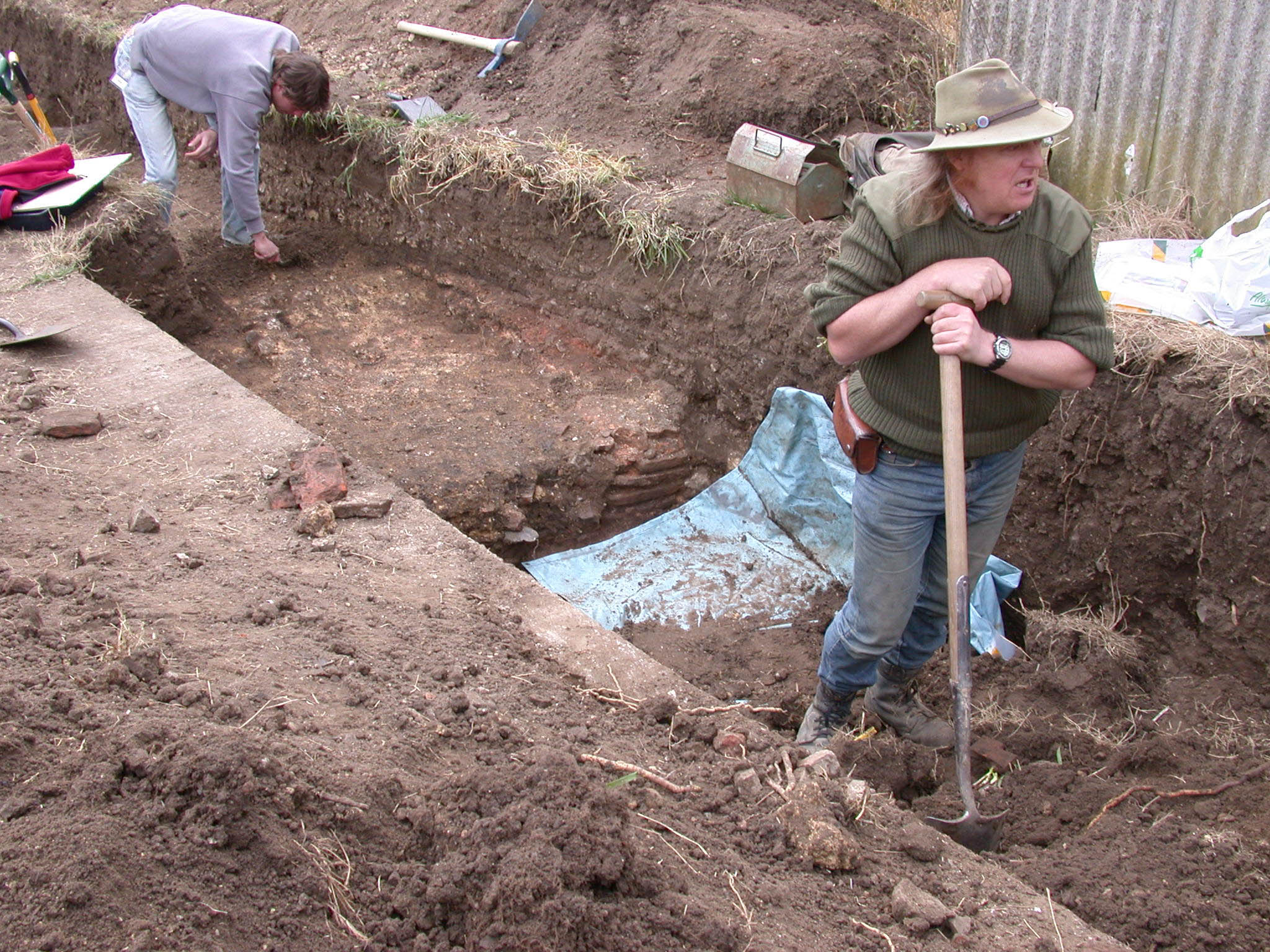
Phil Harding i en Tidsresenärerna-grop i Suffolk, 2007.

### Säsong 15 (2008)
| Nummer | Nr/säsong | Originaltitel (översättning)                                          | Plats                           | Koordinater | Originalvisning |
| ------ | --------- | --------------------------------------------------------------------- | ------------------------------- | --- | --------------- |
| 175    | 1         | "Gold in the Moat" (Guld i vallgraven)                                | Codnor Castle, Derbyshire       | 53°02′42″N 1°21′18″V / 53.045125°N 1.354947°V                                                                                             | 2008-01-06      |
|        |           |                                                                       |                                 | |                 |
| 176    | 2         | "Street of the Dead" (De dödas gata)                                  | Binchester, County Durham       | 54°40′34″N 1°40′27″V / 54.676036°N 1.674253°V                                                                                             | 2008-01-13      |
|        |           |                                                                       |                                 | |                 |
| 178    | 3         | "Bodies in the Dunes" (Kroppar bland dynerna)                         | Barra, Western Isles            | 56°59′43″N 7°30′33″V / 56.995162°N 7.509125°V                                                                                             | 2008-01-20      |
|        |           |                                                                       |                                 | |                 |
| 179    | 4         | "The Naughty Nuns of Northampton" (De snuskiga nunnor i Northampton)  | Towcester, Northamptonshire     | 52°09′02″N 0°57′10″V / 52.150658°N 0.952810°V                                                                                             | 2008-01-27      |
|        |           |                                                                       |                                 | |                 |
| 180    | 5         | "Mysteries of the Mosaic" (Mosaikmysteriet)                           | Coberley, Gloucestershire       | 51°50′07″N 2°02′59″V / 51.835399°N 2.049679°V                                                                                             | 2008-02-03      |
|        |           |                                                                       |                                 | |                 |
| 181    | 6         | "Blitzkrieg on Shooter's Hill" (Blixtkrig vid Shooter's Hill)         | South London                    | 51°28′14″N 0°04′16″Ö / 51.470522°N 0.071049°Ö 51°28′13″N 0°03′21″Ö / 51.470403°N 0.055911°Ö 51°28′25″N 0°04′16″Ö / 51.473722°N 0.071168°Ö | 2008-02-10      |
|        |           |                                                                       |                                 | |                 |
| 182    | 7         | "Keeping up with the Georgians" (xxx)                                 | Hunstrete, Somerset             | 51°21′24″N 2°30′35″V / 51.356569°N 2.509777°V                                                                                             | 2008-02-17      |
|        |           |                                                                       |                                 | |                 |
| 183    | 8         | "Saxons on the Edge" (Saxare uppe på kullen)                          | Stonton Wyville, Leicestershire | 52°32′00″N 0°54′32″V / 52.533367°N 0.908772°V                                                                                             | 2008-02-24      |
|        |           |                                                                       |                                 | |                 |
| 185    | 9         | "Fort of the Earls" (Grevarnas fort)                                  | Dungannon, Northern Ireland     | 54°30′N 6°46′V / 54.50°N 6.77°V | 2008-03-02      |
|        |           |                                                                       |                                 | |                 |
| 186    | 10        | "From Constantinople to Cornwall" (Från Konstantinopel till Cornwall) | Padstow, North Cornwall         | 50°33′25″N 4°57′05″V / 50.556811°N 4.951477°V                                                                                             | 2008-02-09      |
|        |           |                                                                       |                                 | |                 |
| 187    | 11        | "Five Thousand Tons of Stone" (Fem tusen ton sten)                    | Hamsterley, County Durham       | 54°41′33″N 1°50′25″V / 54.692457°N 1.840365°V                                                                                             | 2008-03-16      |
|        |           |                                                                       |                                 | |                 |
| 188    | 12        | "The Romans Recycle" (Romersk återanvändning)                         | Wickenby, Lincolnshire          | 53°20′10″N 0°21′31″V / 53.336229°N 0.358506°V                                                                                             | 2008-03-23      |
|        |           |                                                                       |                                 | |                 |
| 189    | 13        | "Hurting King Harold" (Att såra kung Harold)                          | Portskewett, Monmouthshire      | 51°35′21″N 2°43′31″V / 51.589040°N 2.725399°V                                                                                             | 2008-03-30      |
|        |           |                                                                       |                                 | |                 |

## Se vidare
- Tidsresenärerna (säsong 16–20)